# Colorado Avalanche
Colorado Avalanche je profesionální americký klub ledního hokeje, který sídlí v coloradském městě Denver. Do NHL vstoupil v ročníku 1995/96 a hraje v Centrální divizi v rámci Západní konference. Své domácí zápasy odehrává v hale Ball Arena s kapacitou 17 809 diváků. Klubové barvy jsou burgundská červená, ocelová modř, černá a stříbrná.
Avalanche bylo založeno před začátkem sezóny 1995/1996, poté, co se do Denveru přestěhoval kanadský klub Quebec Nordiques. Již ve své první sezóně vyhrály „Laviny“ NHL a získaly Stanley Cup. Stejný úspěch zopakoval klub v sezóně 2000/2001 a v sezóně 2021/2022.

## Historie
Tým Colorado Avalanche vznikl 21. června 1995 přestěhováním Quebecu Nordiques z kanadského Quebecu do amerického Denveru kde začal hrát v aréně Ball Arena. Tento krok se setkal s velkou nelibostí kanadských frankofonních fanoušků. Nicméně tým k tomu dovedla špatná finanční situace. Zde je historický vývoj týmu po jednotlivých sezónách:

### 1995/1996
Tým si z Quebecu přistěhoval talentovaný tým plný nadějných hráčů. Tým trénoval Marc Crawford. Útok týmu vedla hvězda Joe Sakic (kapitán) a ukázal držitel Calder Memorial Trophy pro nejlepšího nováčka sezóny NHL z minulé sezóny - Peter Forsberg. Dále v týmu byli útočníci: ruský technický hráč Valerij Kamenskij, dále dříč Scott Young, tvrdý Chris Simon, nadějný Adam Deadmarsh, obětavý Mike Ricci, Martin Ručinský, Owen Nolan, rváči Warren Rychel, Rene Corbet a nováček Stephane Yelle a před sezónou přišel zkušený Troy Murray. V obraně hráli nadějný ofenzivní obránce Sandis Ozoliņš, spolehlivý Craig Wolanin, zkušený Alexej Gusarov, Curtis Leschyshyn, Adam Foote, Sylvain Lefebvre, Jon Klemm a Uwe Krupp. Největší slabinu mělo Colorado v brance, kde mělo Jecelyna Thibaulta a Stephana Fiseta a ani jeden z nich nebyl zrovna nejjistější. Proto, když v průběhu roku požádal v Montrealu o přestup slavný brankář Patrick Roy, snažilo se ho Colorado získat. A to se povedlo. Společně s ním získalo útočníka Mika Keana a do Montrealu za ně pustilo brankáře Jocelyna Thibaulta, útočníky Andreje Kovalenka a Martina Ručínského. Dále z New Yorku Islanders přišel Claude Lemieux výměnou za Wendela Clarka. Tyto výměny se ukázaly jako nesmírně důležité pro celou základní část a hlavně pro playoff. V základní části zářil Sakic, který skončil na třetím místě v kanadském bodování NHL, s Forsbergem, který skončil na pátém místě bodování NHL. Tým dokončil základní část na 1. místě Pacifické divize. V playoff se Patrick Roy ukázal jako přínos a měl velký vliv na mimořádný úspěch týmu. V 1. kole porazila Lavina (překlad slova Avalanche) Vancouver 4:2 na zápasy, ve čtvrtfinále porazili Chicago 4:2 na zápasy a v semifinále si poradili se svým odvěkým rivalem Detroitem Red Wings 4:2 na zápasy. Ve finále vyhrál nad Floridou 4:0 na zápasy, když v posledním zápase dával ve třetím prodloužení za stavu 0:0 gól Uwe Krupp. Tento finálový zápas vešel do historie jako velký boj brankářů Johna Vanbiesbroucka z Floridy a Patricka Roye z Colorada, na něž letělo hodně střel, ale nakonec tuto pomyslnou bitvu vyhrál Roy. Pro tým to byl velkolepý úspěch a ve své 1. sezóně v Denveru nastartoval svoji budoucnost. Joe Sakic získal trofej pro nejlepšího hráče Playoff (Conn Smythe Trophy).

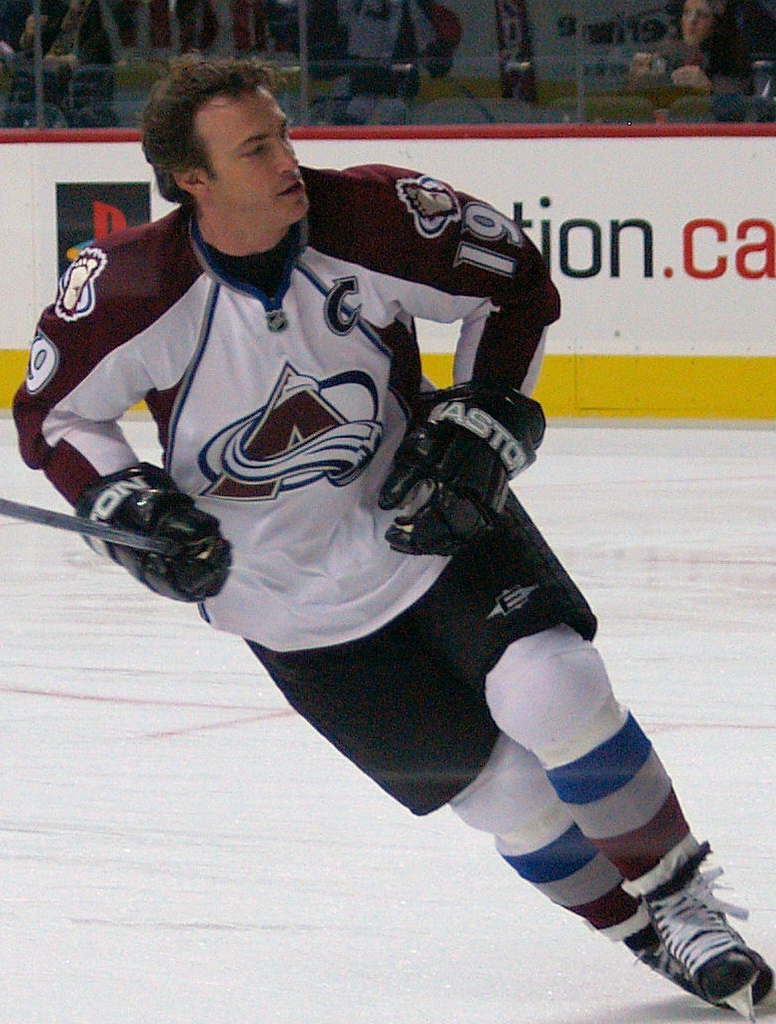
Joe Sakic

### 1996/1997
Před sezónou Colorado získalo Erica Lacroixe s prvním kolem v draftu 1998 (Martin Škoula) z Los Angeles, výměnou za Stephana Fiseta a 1. kolo draftu 1998 (Mathieu Biron). Před sezónou Colorado také získalo brankáře Craiga Billingtona z Floridy ve Waiver draftu. Do sestavy se začal prosazovat obránce Aaron Miller. V sezóně dostal šanci v jednom zápase nadějný brankář Marc Denis. V sezóně také přišel z Washingtonu útočník Keith Jones, kterého Colorado získalo společně s 1. kolem draftu 1998 (Scott Parker) a pustilo do Washingtonu obránce Curtise Leschyshyna a útočníka Chrise Simona. Tato sezóna se jevila velice dobře, což dokázalo 1. místo v základní části celé NHL. V Playoff patřil tým k velkým favoritům. V 1. kole porazili Chicago 4:2 na zápasy, ve čtvrtfinále Edmonton 4:1 na zápasy, ale v semifinále byli poraženi Detroitem Red Wings 2:4 na zápasy.

### 1997/1998
V této sezóně opět byli favorizováni, ale v základní části skončili až na celkovém 7. místě NHL, nicméně v Pacifické divizi byli první. Před sezónou Colorado podepsalo smlouvu s pohasínající legendou ledního hokeje útočníkem Jarim Kurrim, který po této sezóně ukončil svou hráčskou kariéru. V týmu začal hrát nováček útočník Éric Messier, který nikdy nebyl draftován a s týmem podepsal smlouvu jako volný hráč. Před sezónou s týmem podepsal smlouvu i další volný hráč – rváč Jeff Odgers. V průběhu sezóny Colorado získalo útočníka Sheana Donovana společně s 1. kolem draftu 1998 (Alex Tanguay) za které pustilo do San Jose - Mika Ricciho a 2. kolo draftu (později vyměněné do Buffala) (Jaroslav Kristek). Tato výměna se setkala u fanoušků s velkou nelibostí, protože ti Mika Ricciho zbožňovali. Colorado před koncem sezóny získalo útočníka Toma Fitzgeralda z Floridy za útočníka Marka Parrishe a 3. kolo draftu 1998 (Lance Ward). V Playoff se jim moc nedařilo a nečekaně vypadli už v 1. kole s Edmontonem Oilers 3:4 na zápasy.

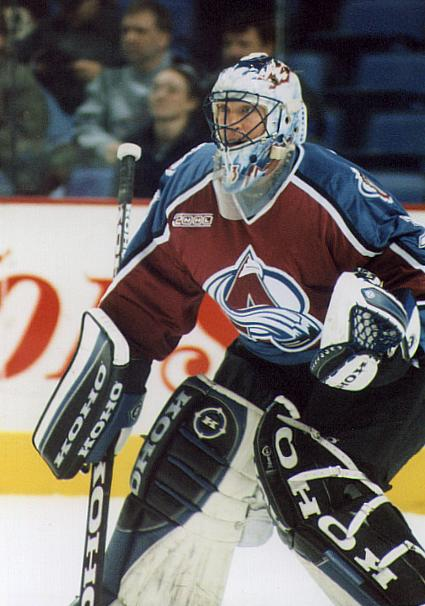
Patrick Roy

### 1998/1999
V této sezóně opět Colorado vedli Peter Forsberg a Joe Sakic. Tým začal trénovat nový trenér Bob Hartley. Do týmu se zapojil jako kometa rostoucí útočník Milan Hejduk. Dále v sezóně posílil tým obránce Greg de Vries, z Nashville Predators získaný výměnou za výběr v draftu. Hlavně v této sezóně začal hrát útočník Chris Drury, který za tuto sezónu získal Calder Memorial Trophy pro nejlepšího nováčka sezóny celé NHL. Coloradu se začalo blýskat na lepší časy. Už v této sezóně dělali vše pro to aby získali Stanley Cup. Před Playoff dokonce přivedli do týmu legendu Theorena Fleuryho z Calgary Flames, kterého získali společně s útočníkem Chrisem Dingmanem výměnou za Reneho Corbeta, Wada Belaka, Robyna Regehra a výběr v 2. kole draftu 2000 (Jarret Stoll). Dále Colorado posílilo před Playoff o veterána Dalea Huntera z Washingtonu Capitals, za kterého obětovali 2. kolo draftu 1999 (Charlie Stephens) a 3. kolo draftu 2000 (Sergej Kljazmin). Colorado skončilo na 4. místě základní části NHL a vyhrálo Severozápadní divizi. V 1. kole nad San Jose vyhráli 4:2 na zápasy, ve čtvrtfinále vyhráli nad rivaly z Detroitu také 4:2 na zápasy, ale jejich sen o Stanley Cupu se rozplynul v semifinále, kde prohráli s pozdějším vítězem Stanley Cupu - Dallasem 3:4 na zápasy. Dale Hunter tedy ukončil svoji hráčskou kariéru, aniž by se dočkal Stanley Cupu.

### 1999/2000
Colorado se i v této sezóně soustředilo na zisk Stanley Cupu. V létě podepsalo vedení klubu smlouvu s volným hráčem, útočníkem Davem Reidem. Jako nováček začal hrát v sestavě týmu velice talentovaný útočník Alex Tanguay. Výměnou získali útočníka Briana Rolstona za kterého putoval do New jersey - Claude Lemieux, spolu s 1. kolem v draftu 2000 (David Hale) a s 2. kolem draftu 2000 (Matt DeMarchi). V této sezóně se také ukázal velice nadějný obránce Martin Škoula, který prožil nováčkovskou sezónu. Další prorazivší nováček byl útočník Dan Hinote a rezervní brankář Marc Denis. V polovině sezóny získali brankáře Ricka Tabaracciho výměnou z Atlanty za Sheana Donovana, ale největší výměnu vedení udělalo před Playoff, když získalo legendárního obránce Raye Bourquea s dalším veteránem - útočníkem Davem Andreychukem z Bostonu výměnou za Briana Rolstona, Martina Greniera, Samuela Pahlssona a 1. kolo draftu 2000 (Martin Samuelsson). Colorado opět vyhrálo Severozápadní divizi a skončilo na 9. místě v základní části NHL, ale v Playoff zhatil sny o Stanley Cupu v semifinále po prohře 3:4 na zápasy opět Dallas Stars. Přitom začátek Playoff se vyvíjel pro Colorado dobře. V 1. kole porazili Phoenix 4:1 na zápasy a stejně snadno porazili ve čtvrtfinále Detroit také 4:1 na zápasy. Ačkoliv Ray Bourque chtěl ukončit po této sezóně hráčskou kariéru, rozhodl se po neúspěchu v Playoff ještě prodloužit kariéru, protože toužil vyhrát Stanley Cup.

### 2000/2001

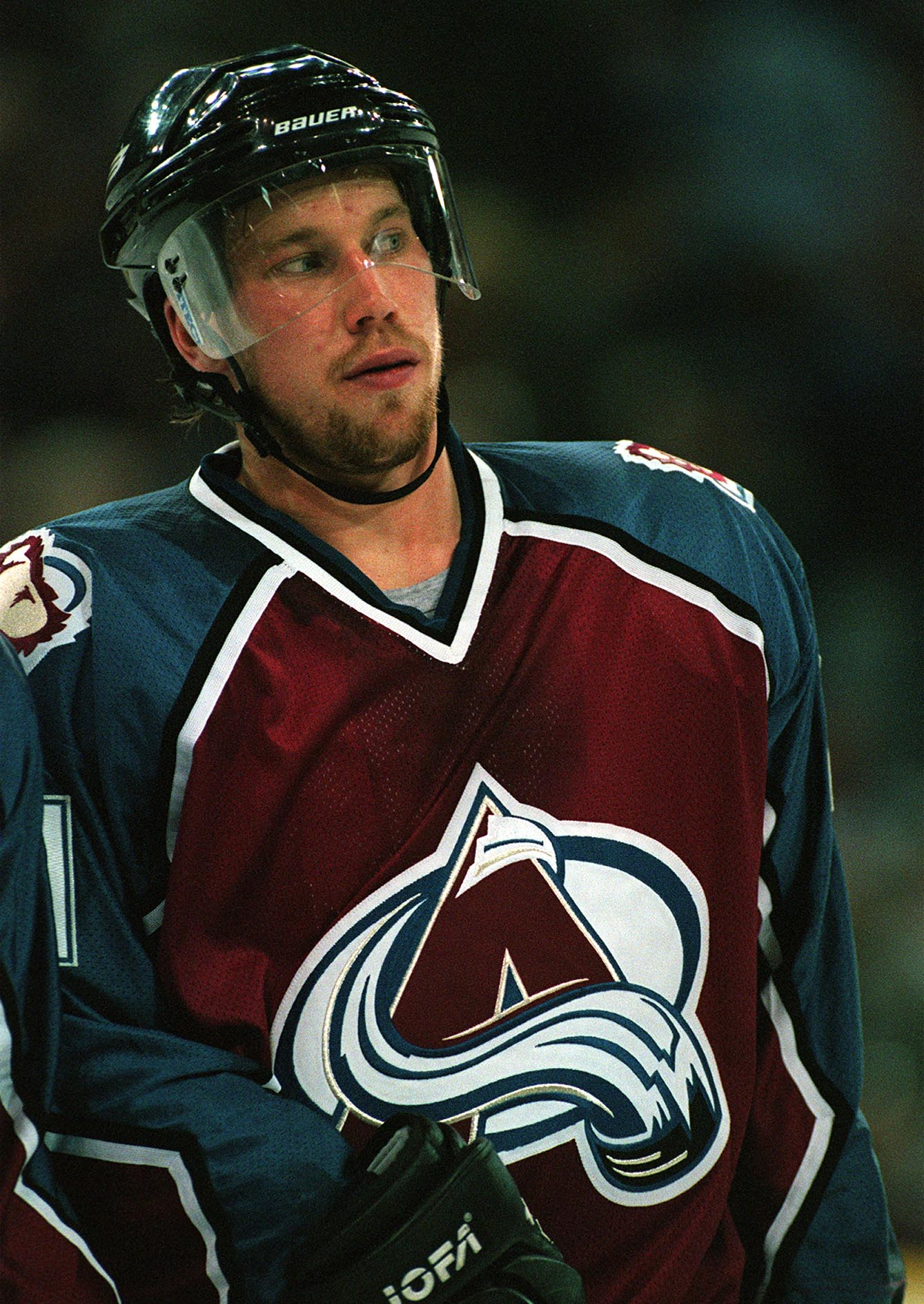
Peter Forsberg

Stejně jako Ray Bourque chtěl získat Stanley Cup také celý tým a vedení se snažilo pro to udělat vše. Nadějný nováček, útočník Ville Nieminen dostal svou šanci. Další nováček se prosadil na místo 2. brankáře a tím kdo kryl záda Patricku Royovi, byl David Aebischer. Peter Forsberg sice už nezářil jako dřív, ale Joe Sakic byl stále výborný a dobře hráli i ostatní hráči (Alex Tanguay, Milan Hejduk, Ray Bourque, Patrick Roy, Chris Drury, …). Před Playoff, jak už bylo u vedení Colorada zvykem přišla velmi výrazná posila. Tentokrát jím byl obránce Rob Blake, který přišel společně s útočníkem Stevem Reinprechtem z Los Angeles, výměnou za Adama Deadmarshe, Aarona Millera, Jareda Aulina a 1. kolo draftu 2001 (Dave Steckel) a 2003 (Brian Boyle). Základní část NHL vyhráli a získali tak svoji historicky druhou Presidents' Trophy. Do Playoff šel tým s velkým očekáváním a v 1. kole si lehce poradil s Vancouverem 4:0 na zápasy. Ve čtvrtfinále naopak prožili úpornou bitvu s Los Angeles, které porazili 4:3 na zápasy. V semifinále si opět poradili se St. Louis 4:1 na zápasy, ale ve finále na ně čekalo s tuhou obranou a organizovanou hrou New Jersey Devils, které, ale nakonec porazili 4:3 na zápasy, když rozhodující 7. zápas Colorado vyhrálo 3:1. Colorado Avalanche se radovali ze svého druhého Stanley Cupu v historii. A kdo z něj měl největší radost, byl rozhodně Ray Bourque, který mohl po sezóně v klidu a s pocitem zadostiučinění ukončit svoji rekordy prošpikovanou kariéru.

### 2001/2002
V této sezóně se prosadil do sestavy nováček - talentovaný útočník Radim Vrbata. Mezi nováčky byl dále útočník Brian Willsie, útočník Brad Larsen, útočník Riku Hahl, útočník Václav Nedorost a obránce Rick Berry. Peter Forsberg chyběl celou sezonu kvůli zranění a hrál pouze v Playoff. Joe Sakic už tolik nezářil a největší přínos pro tým byl rozhodně obránce Rob Blake a brankář Patrick Roy. Před sezónou vedení podepsalo smlouvu s obráncem Pascalem Trepanierem, který hrál naposledy v Anaheimu a s obráncem Toddem Gillem, který hrál naposled v Detroitu. V sezóně získalo Colorado defenzivního obránce Dariuse Kasparaitise z Pittsburghu, výměnou za Ville Nieminena a Ricka Berryho. Colorado skončilo v základní části NHL na 5. místě celkově a na 1. místě v Severozápadní divizi. V Playoff hráli tři vyrovnané série po sobě - v 1. kole vyhráli 4:3 na zápasy nad Los Angeles, ve čtvrtfinále vyhráli nad San Jose také 4:3 na zápasy, ale v semifinále prohráli s Detroitem 3:4 na zápasy.

### 2002/2003
V této sezóně zářil Peter Forsberg, který za to získal Art Ross Trophy a Hart Memorial Trophy. Dále byl vynikající také Milan Hejduk, který získal Maurice Richard Trophy. Joe Sakica zbrzdilo zranění, kvůli kterému laboroval čtvrtinu sezóny. Colorado posílilo o útočníky Deana McAmmonda a Jeffa Shantze a obránce Dereka Morrise, za které do Calgary pustili Chrise Druryho a Stephanea Yellea. Derek Morris se hned stal nejlepším obráncem týmu. Před Playoff vedení získalo útočníka Batese Battagliu z Caroliny za Radima Vrbatu. Dále získali obránce Bryana Marchmenta ze San Jose za 3. a 5. kolo draftu 2003 (Brad Richardson). Po 31 zápasech sezóny byl vyhozen kvůli neuspokojivým výsledkům trenér Bob Hartley a nahradil ho Tony Granato. Nakonec tým znovu vyhrál Severozápadní divizi a skončil 6. v základní části NHL. V Playoff, ale vypadli nečekaně už v 1. kole po prohře 3:4 s Minnesotou Wild. Po tomto ročníku ukončil hráčskou kariéru jeden z nejlepších hokejových brankářů všech dob - Patrick Roy. Na jeho počest později mužstvo vyřadilo dresy s číslem 33.

### 2003/2004
Tým musel řešit na začátku sezóny po odchodu Patricka Roye brankářskou otázku. Nakonec dostal příležitost David Aebischer a 2. brankáře dostal šanci dělat Philippe Sauve a před Playoff ještě tým získal zkušeného Tommyho Sala z Edmontonu za Toma Gilberta. Stálice sestavy stárly a už nedosahovaly takových výkonů jako dříve a tak muselo Colorado pomalu začít obměňovat tým. V tomto ročníku získali útočníka Stevea Konowalchuka z Washingtonu za Batese Battagliu a Jonase Johanssona. Colorado dále získalo na trhu volných hráčů legendy, útočníky Paula Kariyu a Teemu Selänneho. V týmu se prosadil nováček - ofenzivní obránce John-Michael Liles, který byl po sezóně nominován do sestavy All-Rookie Teamu (Sestava nejlepších nováčků sezóny NHL).Další kdo se prosadil byl nadějný útočník Steve Moore. Dále tým získal obránce Karlise Skrastinše z Ottawy za výběr v draftu. Výměnou získali útočníka Andreje Nikolišina z Chicaga za výběr ve 4. kole draftu 2004 (Mitch Maunu). Dále získali před Playoff bijce Matthewa Barnabyho s 3. kolem draftu 2004 (Denis Parshin) z New York Rangers a pustili za něj Chrise McAllistera a Davida Liffitona. Další kdo přišel po výměně byl obránce Bob Boughner z Caroliny za Chrise Bahena, 3. kolo draftu 2004 (Casey Borer) a 5. kolo draftu 2005 (Risto Korhonen). Z Minnesoty přišel útočník Darby Hendrickson s 8. kolem draftu 2004 (Brandon Yip) výměnou za 4. kolo draftu 2005 (Cody Bass). Z Phoenixu přišel obránce Ossi Vaananen s útočníkem Chrisem Grattonem a 2. kolem draftu 2005 (Paul Stastny) za Dereka Morrise a Keitha Ballarda. Colorado skončilo na 10. místě základní části NHL a 2. v Severozápadní divizi. V Playoff sice vyhráli v 1. kole nad Dallasem 4:1 na zápasy, ale ve čtvrtfinále byli poraženi od San Jose 2:4 na zápasy. V této sezóně se stal vážný incident, když Todd Bertuzzi narazil zákeřně Steveho Moora a způsobil mu tak vážné zranění, že Steve Moore musel ukončit hráčskou kariéru. Tento incident byl dokonce v USA řešen před civilním soudem jako útok s následkem zranění.

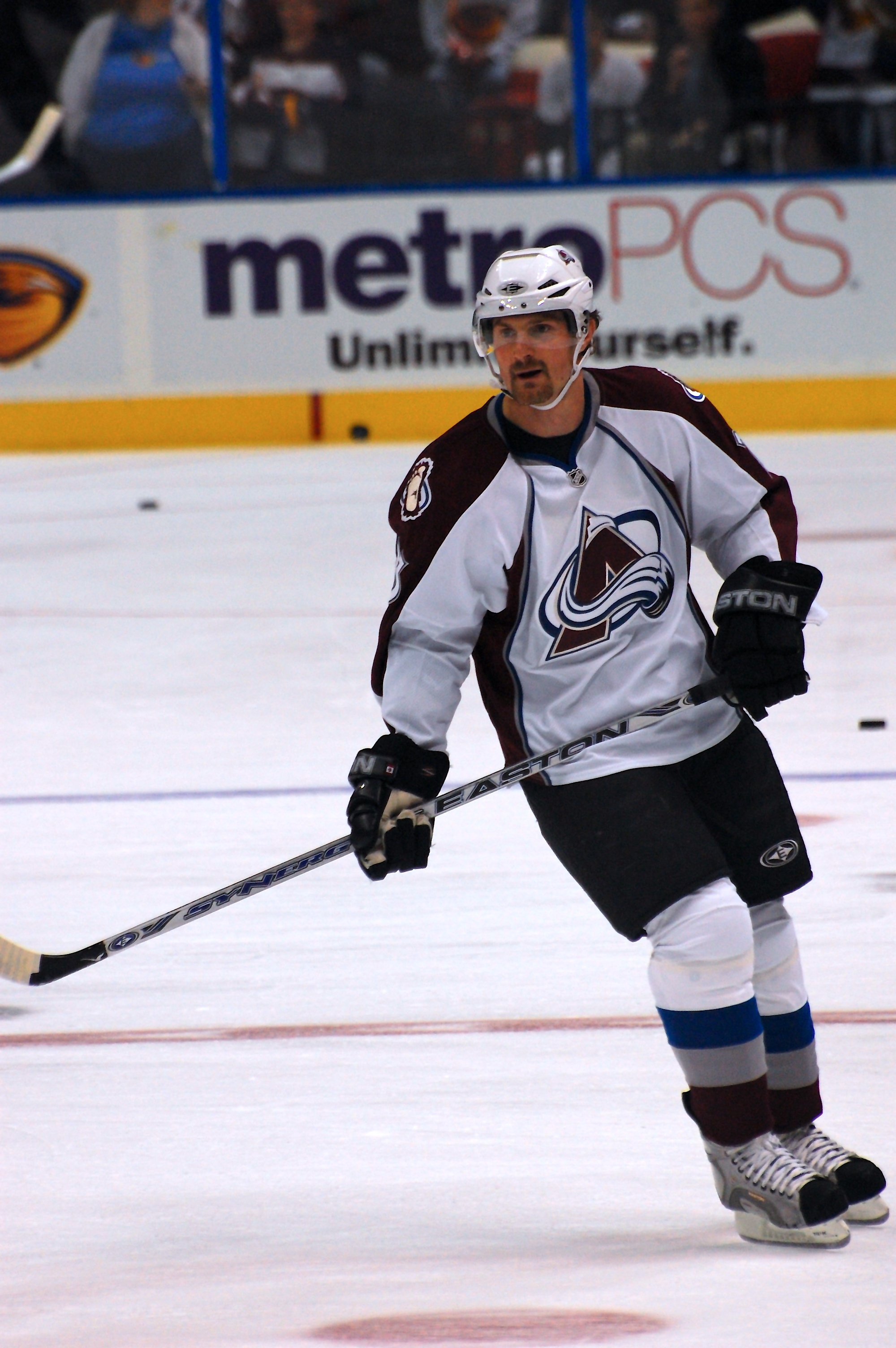
Milan Hejduk

### 2004/2005
V této sezóně se NHL nehrála kvůli výluce. Přesto se na soupiskách všech týmů událo mnoho změn a po této sezóně vypadal tým Colorada úplně jinak než před ní. Pro představu o týmu zde jsou uvedeni přicházející a odcházející hráči před další sezónou:
- Zůstali: Joe Sakic (Ú), Alex Tanguay (Ú), Milan Hejduk (Ú), Steve Konowalchuk (Ú), Dan Hinote (Ú), Cody McCormick (Ú), Marek Svatoš (Ú), Rob Blake (O), John-Michael Liles (O), Kārlis Skrastiņš (O), Brett Clark (O), Kurt Sauer (O), Bob Boughner (O), Ossi Vaananen (O), David Aebischer (B)
- Přišli: Andrew Brunette (Ú, Minnesota), Pierre Turgeon (Ú, Dallas), Ian Laperriere (Ú, Los Angeles), Brett McLean (Ú, Chicago), Antti Laaksonen (Ú, Minnesota), Brad Richardson (Ú, Owen Sound), Brad May (Ú, Vancouver), Wojtek Wolski (Ú, Brampton), Paul Healey (Ú, NY Rangers), Patrice Brisebois (O, Montreal), Peter Budaj (B, Hershey), Vitalij Kolesnik (B, Kamenogorsk)
- Odešli: Peter Forsberg (Ú, Philadelphia), Paul Kariya (Ú, Nashville), Teemu Selänne (Ú, Anaheim), Andrej Nikolišin (Ú, CSKA Moskva), Matthew Barnaby (Ú, Chicago), Travis Brigley (Ú, Valerenga IF Oslo), Darby Hendrickson (Ú, HK Riga 2000), Chris Gratton (Ú, Florida), Charlie Stephens (Ú, Binghamton), Riku Hahl (Ú, HPK Hämeenlinna), Dennis Bonvie (Ú, Hershey), Jordan Krestanovich (Ú, Pensacola), Michail Kulešov (Ú, SKA Petrohrad), Adam Foote (O, Columbus), Philippe Sauve (B, Calgary), Tommy Salo (B, MoDo Hockey Ornskoldsvik)

### 2005/2006
K nové sestavě přišel i nový trenér a už od začátku sezóny trénoval místo Tonyho Granata - Joel Quenneville. Od tohoto týmu se nečekaly bůhví jaké výsledky, ale spíše šlo o příslib do budoucna. Colorado si vychovávalo své mladíky mezi něž patřili: Marek Svatoš, Brad Richardson, Cody McCormick, Wojtek Wolski a Peter Budaj. V budoucnu přibyli další nadějní hráči. V sezóně přišel útočník Jim Dowd z Chicaga. Colorado hlavně potřebovalo vyřešit problémy s brankáři. Proto získalo z Montrealu José Théodora, který ovšem nevypadal příliš perspektivně. Měl za sebou sice pár zářivých sezon, ale v době výměny se ho Montreal chtěl pro špatný výkon a vysoký plat zbavit. V této sezóně Colorado skončilo v NHL na 13. místě a na 2. místě v divizi. V Playoff vyhrálo Colorado v 1. kole nad Dallasem 4:1 na zápasy, ale ve čtvrtfinále bylo poraženo Anaheimem jasně 0:4 na zápasy.

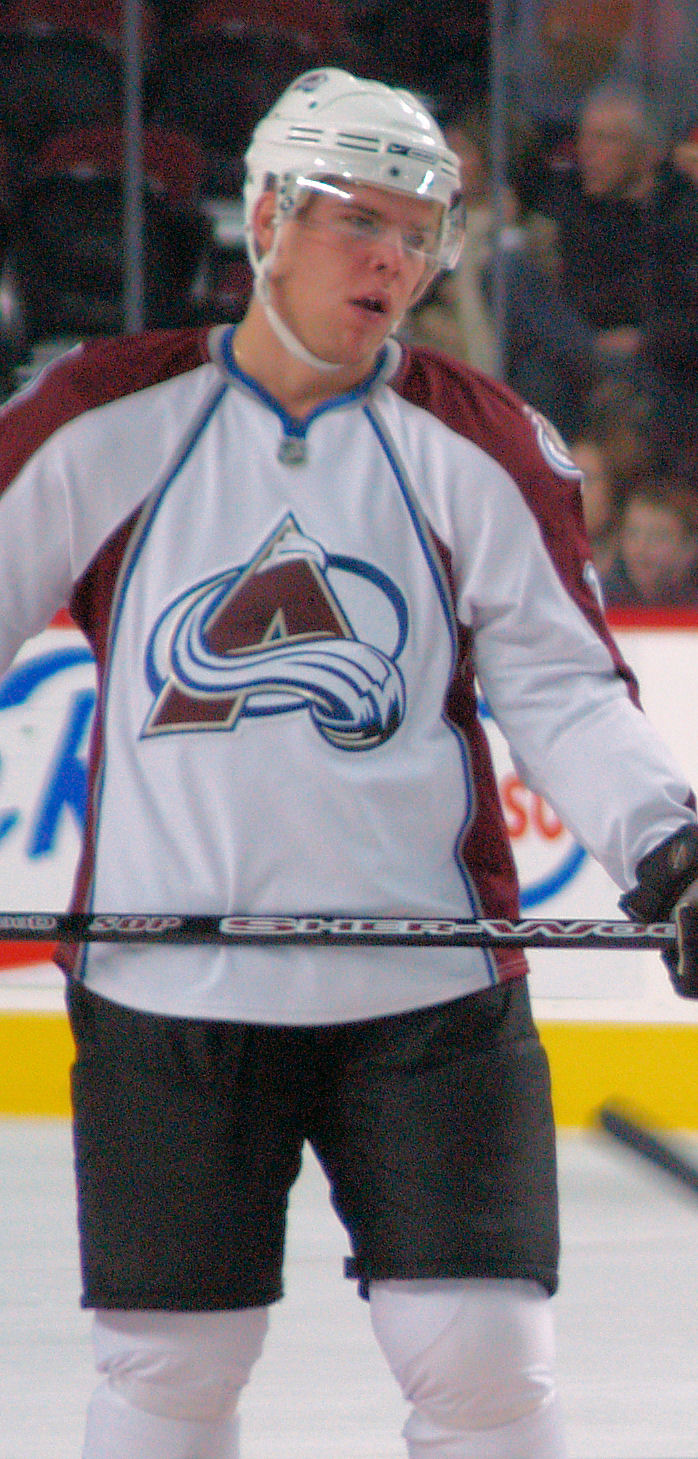
Paul Stastny

### 2006/2007
V této sezóně se objevila nová hvězda. Byl jím nováček, útočník Paul Stastny, který byl nominován do All-Rookie týmu. Dalším nováčkem v týmu byl obránce Kyle Cumiskey. Stobodové hranice dosáhl Joe Sakic, dobře si vedl v útoku i Andrew Brunette i obránci John-Michael Liles a Brett Clark. Před sezónou Colorado podepsalo smlouvu s volnými hráči, útočníky Tylerem Arnasonem, Markem Rycroftem a Benem Guitem, a obráncem Kenem Kleem. Výměnou získal tým obránce Jordana Leopolda, kterého společně s 2. kolem draftu 2006 (Codey Burki) a 2. kolem draftu draftu 2007 (Trevor Cann) vyměnili z Calgary za Alexe Tanguaye. V této sezóně se tým poprvé od svého působení v Coloradu nedostal do Playoff i když mu k tomu chyběl jediný bod. Skončil na 14. místě základní části NHL.

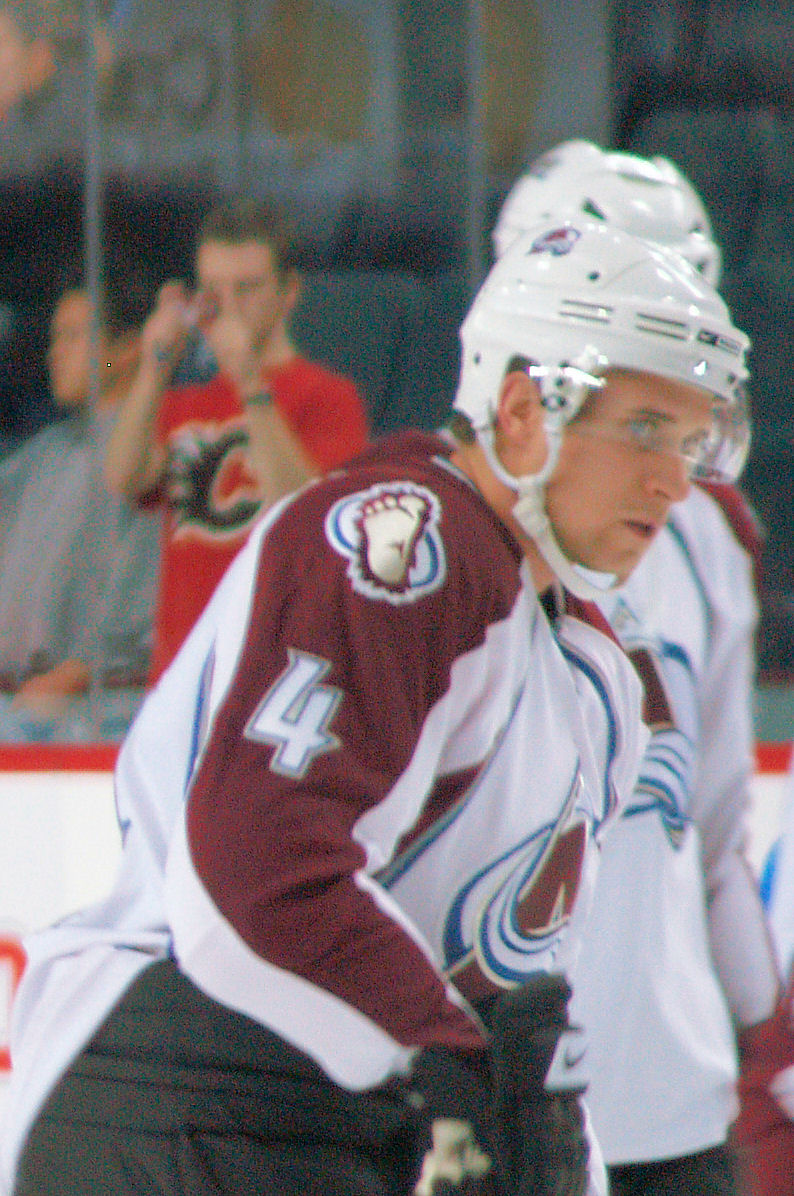
John-Michael Liles

### 2007/2008
Polovinu této sezóny vynechal Joe Sakic kvůli zranění, což znamenalo, že chyběla hlavní ofenzivní síla týmu. Naštěstí se ujal pozice lídra Paul Stastny. Před sezónou Colorado výrazně posílilo, když podepsalo smlouvu s volným útočníkem Ryanem Smythem. Do sestavy se také prosadil český útočník Jaroslav Hlinka, který přišel v létě z Evropy. Dalším podepsaným volným hráčem byl obránce Scott Hannan a útočník Wyatt Smith. Nováčky v této sezóně byli: útočníci T.J. Hensick, Cody McLeod a David Jones, a brankář Tyler Weiman, který, ale chytal jen v jednom zápase. Během sezóny byl získán obránce Ruslan Salej za kterého se Colorado vzdalo Karlise Skrastinše a 3. kola draftu 2008 (Adam Comrie). Tým se po roční odmlce těsně dostal do Playoff, když skončil na 11. místě základní části NHL. V Playoff porazil v 1. kole Minnesotu 4:2 na zápasy, ale ve čtvrtfinále byl opět hladce poražen Detroitem 0:4 na zápasy. Týmu nepomohl ani návrat staronových klubových legend - obránce Adama Foota a útočníka Petera Forsberga, který ovšem po sezoně odešel hrát do švédského MODO Hockey.

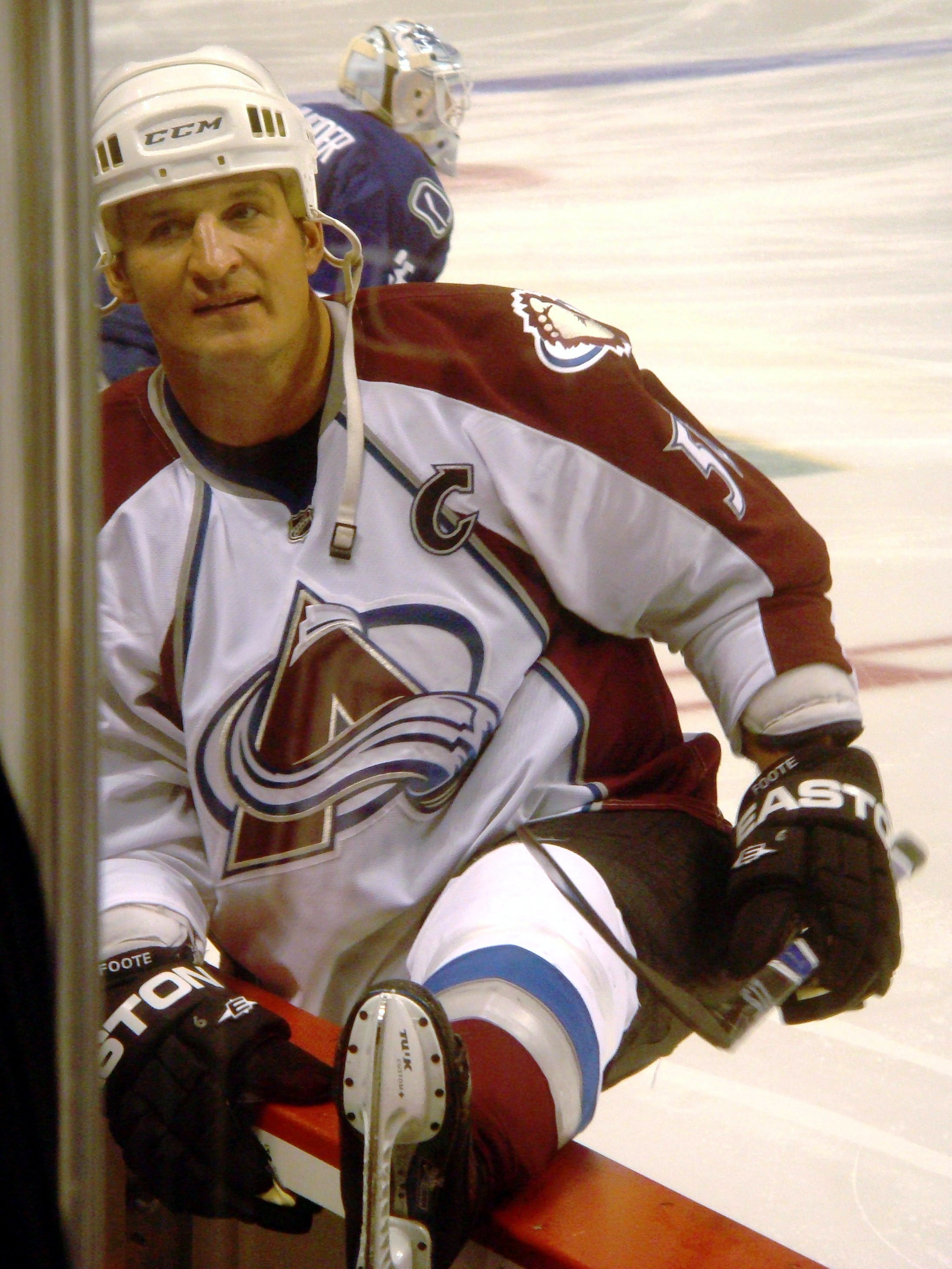
Adam Foote

### 2008/2009
Tato sezóna byla do té doby nejhorší v historii Colorada Avalanche. Na první místo v produktivitě týmu stačilo Milanu Hejdukovi pouhých 59 kanadských bodů. Paul Stastny polovinu sezóny promarodil a Joe Sakic hrál pouhých 15 zápasů. Tým neprodloužil smlouvu s brankářem José Théodorem a spoléhal se na Petera Budaje, který byl vyhlášen nejlepším hráčem týmu v této sezóně. Záda mu kryl Andrew Raycroft od kterého se čekalo daleko více. V týmu se objevili další nováčci: útočníci Chris Stewart a T.J. Galiardi. Již zmiňovaného brankáře Adrewa Raycrofta získalo mužstvo jako volného hráče a slibovalo si od tohoto držitele Calder Memorial Trophy z roku 2004 velkou budoucnost, ale v této sezóně předpoklady rozhodně nenaplnil a nakonec se stal pouze náhradním brankářem za překvapivou jedničkou Budajem. Do týmu se mimo ně vrátil také trenér Tony Granato. Tým před sezonou podepsal kontrakt s útočníkem Darcym Tuckerem a obráncem Danielem Tjärnqvistem. V tomto ročníku NHL tedy nakonec skončili na 28. místě a již podruhé ve své historii se nedostali do Playoff. Po této špatné sezóně byl vyhozen trenér Tony Granato a nahradil jej Joe Sacco. Po této sezóně ukončil svoji velkolepou kariéru jeden z nejlepších hráčů historie NHL - Joe Sakic.

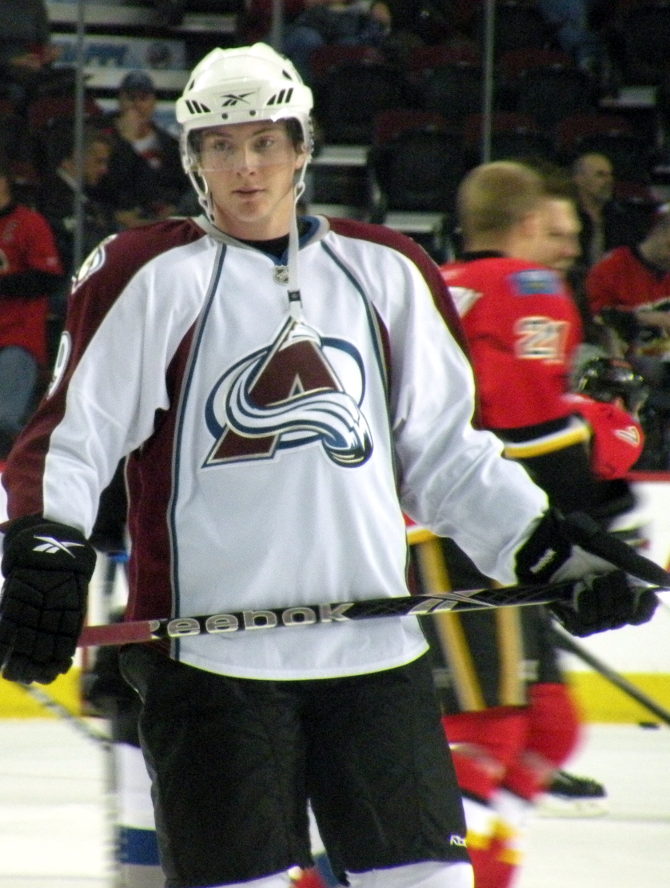
Matt Duchene

### 2009/2010
V této sezóně se tým výkonnostně zlepšil. V sestavě obměněného týmu se prosadilo hodně mladých hráčů. Kanadské bodování týmu vyhrál Paul Stastny se 79 kanadskými body. Před sezónou tým opustil veterán Ryan Smyth, který byl vyměněn do Los Angeles Kings za obránce Kyla Quinceyho, Toma Preissinga a výběr v 5. kole draftu 2010 ve kterém byl vybrán Luke Walker. Do ruské KHL odešel Tyler Arnason a Daniel Tjärnqvist a volným hráčem se stal brankář Andrew Raycroft, který podepsal smlouvu s Vancouverem Canucks. Mezi prorazivší mladíky patří Chris Stewart, který skončil na druhém místě týmového bodování a trojka vstupního draftu 2010 - Matt Duchene, který byl zvolen do All-Rookie týmu. Prvním brankářem se stal Craig Anderson, který s týmem podepsal smlouvu před sezónou jako volný hráč. Náhradníkem mu byl Peter Budaj. Před playoff tým získal útočníky Petera Muellera a Kevina Portera z Phoenixu Coyotes, za které pustil útočníka Wojteka Wolskiho. Tým dokončil základní část na druhém místě v divizi a 12. místě celé NHL. V playoff byli poraženi v prvním kole týmem San Jose Sharks poměrem 2:4.

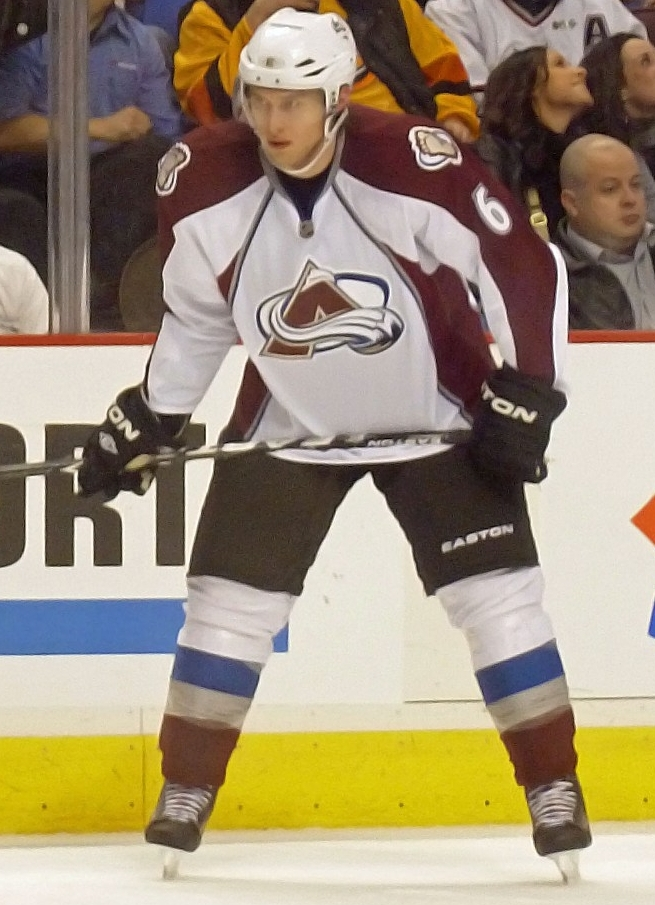
Erik Johnson

### 2010/2011
V sezóně 2010/2011 se Colorado výkonnostně propadlo a vytvořilo smutný rekord nejméně bodů ve své historii, když získalo pouhých 68 bodů a skončilo tak na předposledním místě celé NHL před Edmontonem Oilers. Týmové bodování vyhrál ve své druhé sezóně v NHL Matt Duchene, ale stačilo mu k tomu pouhých 67 kanadských bodů. Zklamáním byl Paul Stastny, který si připsal jen 57 kanadských bodů. Některé opory měly problémy se zraněními. Například útočník Peter Mueller byl nucen vynechat celou sezónu a obránce Kyle Quincey vynechal většinu sezóny kvůli zranění ramene. Do sestavy se prosadil nováček, obránce Jonas Holøs. Týmové vedení udělalo během sezóny několik výměn. Už před sezónou získalo Daniela Winnika z Phoenixu Coyotes. Z Washingtonu Capitals získalo útočníka Tomáše Fleischmanna, za kterého oželelo obránce Scotta Hannana. Fleischmann po připojení se k týmu zářil a připisoval si v průměru bod na zápas, ale po 22 zápasech se zranil a již nenastoupil. Obránce John-Michael Liles byl vyměněn do Toronta Maple Leafs za 2. kolo draftu 2012 (volba Bostonu Bruins) (výběr byl později vyměněn přes Washington do Dallasu, který si vybral útočníka Mika Winthera). Ze St. Louis Blues získali obránce Erika Johnsona, útočníka Jaye McClementa a výběr v 1. kole draftu 2011, ve kterém si později vybrali Duncana Siemense, za které se vzdali obránce Kevina Shattenkirka, útočníka Chrise Stewarta a výběru v 2. kole draftu 2011, ve kterém si Blues vybrali Tye Rattieho. Z Ottawy Senators získali brankáře Briana Elliotta za brankáře Craiga Andersona. Z Bostonu Bruins získali obránce Matta Hunwicka. Až na Erika Johnsona bylo vedení za většinu výměn kritizováno médii. Díky výměnám brankářů, tak nakonec odchytal nejvíce zápasů Peter Budaj. V sezóně se pokoušel v denverském dresu vrátit do NHL legendární útočník Peter Forsberg, ale po dvou zápasech ukončil profesionální kariéru a po sezóně byl jeho dres vyzvednut pod strop arény a číslo 21, které Forsberg používal, bylo slavnostně vyřazeno. Dalším, kdo po sezóně ukončil kariéru byl kapitán obránce Adam Foote.

### 2011/2012

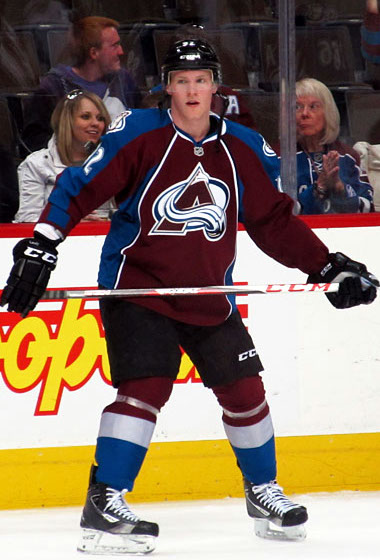
Gabriel Landeskog

Colorado se sice oproti předchozí sezóně zlepšilo o 20 bodů, přesto to však na play-off nestačilo. Klub přebudoval svojí brankářskou politiku a co se brankoviště týče, nezůstal kámen na kameni. Brianu Elliottovi skončila před sezónou smlouva a ten poté podepsal kontrakt se St. Louis Blues, kde se z něj stala hvězda NHL. Smlouva skončila i Peterovi Budajovi, se kterým podepsal smlouvu Montreal Canadiens. Jako náhradu si za ně vedení našlo veterána a nejužitečnějšího hráče play-off 2003, Jeana-Sébastiena Giguèra, kterému skončila smlouva v Torontu Maple Leafs. Novou jedničkou se však stal ruský brankář Semjon Varlamov, kterého Colorado získalo výměnou za výběr v 1. kole draftu NHL 2012 z Washingtonu Capitals, který si v oněm draftu vybral Filipa Forsberga.
Jednu výhodu fiasko z předešlé sezóny mělo. A to tu, že Avalanche mohli vybírat v draftu 2011 z celkově druhého místa. Vybrali si švédského talentovaného útočníka Gabriela Landeskoga, který se hned stal hvězdou a současně i kapitánem týmu. V Coloradu se vytvořilo jádro z hráčů, kteří jsou velkým příslibem do budoucnosti klubu. Tým nyní začal stavět na hráčích jako byli Stastny, Landeskog, Duchene, O'Reilly, Jones nebo obránce Erik Johnson.
Před sezónou skončila smlouva také českému útočníkovi Tomáši Fleischmannovi, se kterým podepsali smlouvu ve Floridě Panthers. Smlouvy dále skončily útočníkům Philippu Dupuisovi (odešel do Toronta Maple Leafs) a Davidu Kočímu (Sparta Praha) a obránci Jonasu Holøsovi (Växjö Lakers HC). Před sezónou ještě vedení vyměnilo obránce Kyla Cumiskeyho do Anaheimu za Jakea Newtona a výběr v 7. kole draftu 2013, který Avalanche později vyměnili do San José, které si vybralo Emila Galimova. Dále se vedení zbavilo obránce Shawna Belleho, který byl vyměněn do Edmontonu za Kevina Montgomeryho. Během sezóny odešel Daniel Winnik do San José, ze kterého za něj Colorado získalo Jamieho McGinna, Michaela Sgarbossu a Mikea Connollyho. Především, ale získalo tvrdého útočníka Stevea Downieho, za kterého do Tampy Bay pustilo obránce Kylea Quinceyho. Na listinu nechráněných hráčů byl zapsán Brandon Yip, kterého si stáhl Nashville Predators. Během sezóny dostali šanci kromě Landeskoga, ještě další nováčci: útočník Brad Malone a obránce Stefan Elliott. Během sezóny přišel ze švédské Skelleftey útočník Joakim Lindström, jenž se však po 16 utkáních vrátil zpět.

### 2012/2013

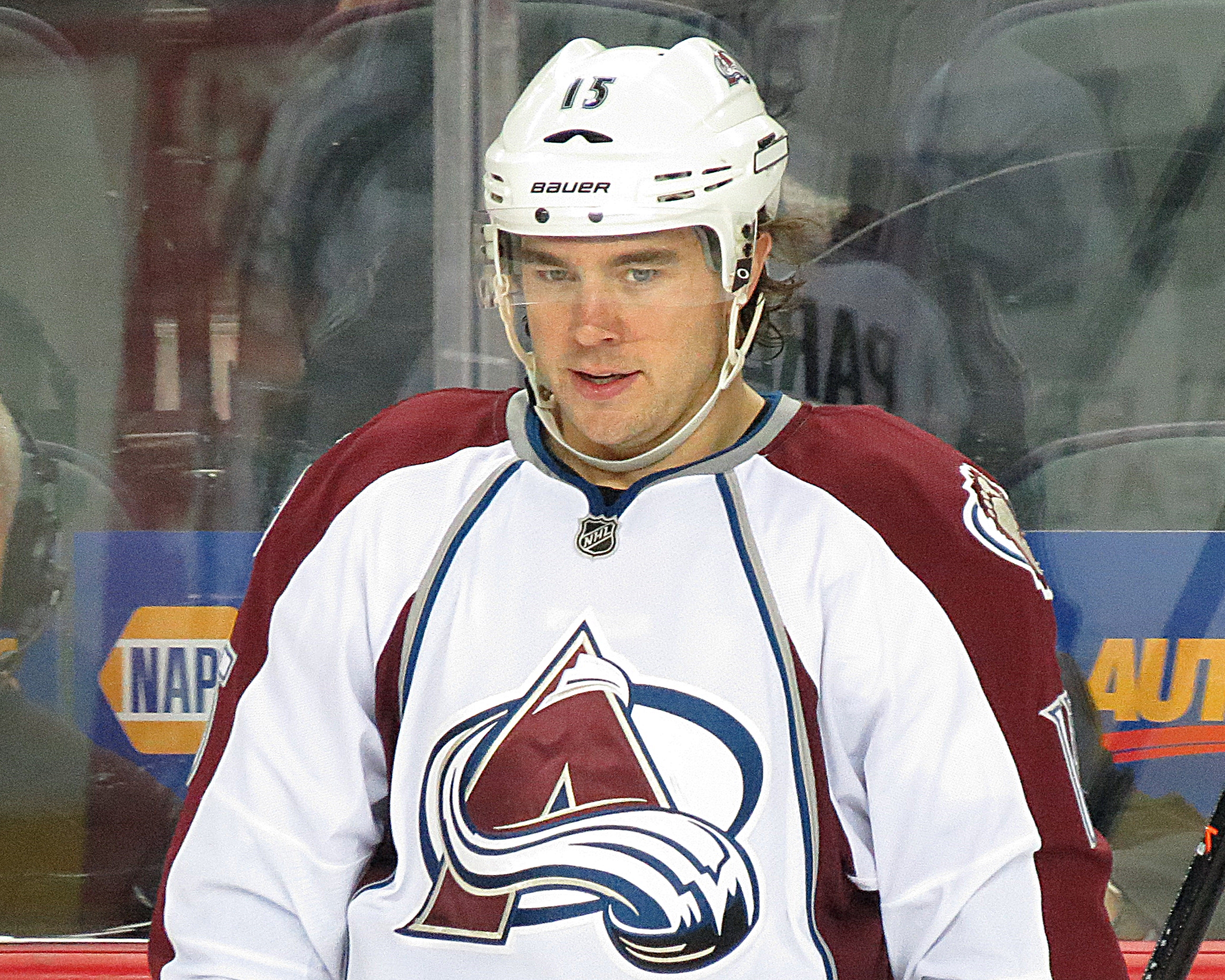
P.A. Parenteau

Sezóna 2012/13 byla poznamenána výlukou, kterou zavinily neshody mezi hráči a vedením NHL. Odehráno bylo v základní části pouze 48 utkání na tým. Colorado v nich dokázalo nasbírat pouhých 39 bodů, což znamenalo poslední místo v Západní konferenci a druhý nejhorší výsledek v celé NHL. To po sezóně stálo místo hlavního trenéra Joe Sacca. Nahradil ho legendární brankář Colorada a Montrealu Canadiens - Patrick Roy, který již předvedl své kvality trenéra a generálního manažera v juniorském týmu Quebec Remparts.
Na prvním místě produktivity se umístila nová tvář týmu - útočník P.A. Parenteau, jenž nashromáždil 43 kanadských bodů. Parenteau přišel před sezónou z New Yorku Islanders, kde mu skončila smlouva. Stejný počet bodů nastřádal také Matt Duchene. Daleko za nimi skončili Paul Stastny, Jamie McGinn a nebo John Mitchell. Nízkou produktivitu Ryana O'Reillyho (20 bodů) zavinilo zranění, které jej na led pustilo pouze 29x. Zmiňovaný Mitchell přišel před sezónou z New Yorku Rangers, kde mu skončila smlouva.
Ve své druhé sezóně se zhoršil Gabriel Landeskog. Švéd obtěžkaný kapitánským céčkem nepatřil mezi lídry týmu. Nejtvrdším týmovým hráčem byl opět Cody McLeod. Colorado žádné velké výměny neprovedlo. V únoru pouze posílilo útok o Aarona Palushaje, kterého si stáhlo z listiny nabízených hráčů od Montrealu Canadiens. Krom něj do týmu přišel také český útočník Tomáš Vincour, kterého vedení získalo výměnou za Camerona Gaunceho z Dallasu Stars. Po sezóně však Vincour odešel do KHL, kde podepsal smlouvu s Kazaní. Steve Downie se kvůli zranění zúčastnil pouze dvou utkání. Nováčkem se v týmovém útoku stal tvrďák Patrick Bordeleau, jenž dostal šanci po několika letech strávených na farmě. Po sezóně skončila smlouva Chuckovi Kobasewovi.
Nedařilo se ani tradičním oporám v obraně, kde největší rozdíl oproti předešlé sezóně byl vidět na Eriku Johnsonovi. Mezi plnohodnotné hráče a nečekaně nejproduktivnějším obráncem týmu se stal Tyson Barrie. Před sezónou klub podepsal zkušeného Grega Zanona.
Ani brankářům se za děravou obranou příliš nedařilo. Složení bylo stejné jako v předchozí sezóně. Jedničkou byl Semjon Varlamov a dvojkou Jean-Sébastien Giguère. V jednom utkání dostal příležitost tehdy dvacetiletý Sami Aittokallio.
Po sezóně se s Coloradem rozloučila jeho legenda, útočník Milan Hejduk. Jeden z nejproduktivnějších hráčů historie Avalanche má za sebou celou řadu úspěchů. Trojnásobný účastník Utkání hvězd NHL, s týmem vyhrál Stanley Cup v roce 2001, kdy byl v play-off nejlepším nahrávačem týmu. V sezóně 2002/03 se stal nejlepším střelcem celé soutěže. V téže sezóně byl i nejlepším hráčem v hodnocení +/- bodů celé NHL.

### 2013/2014

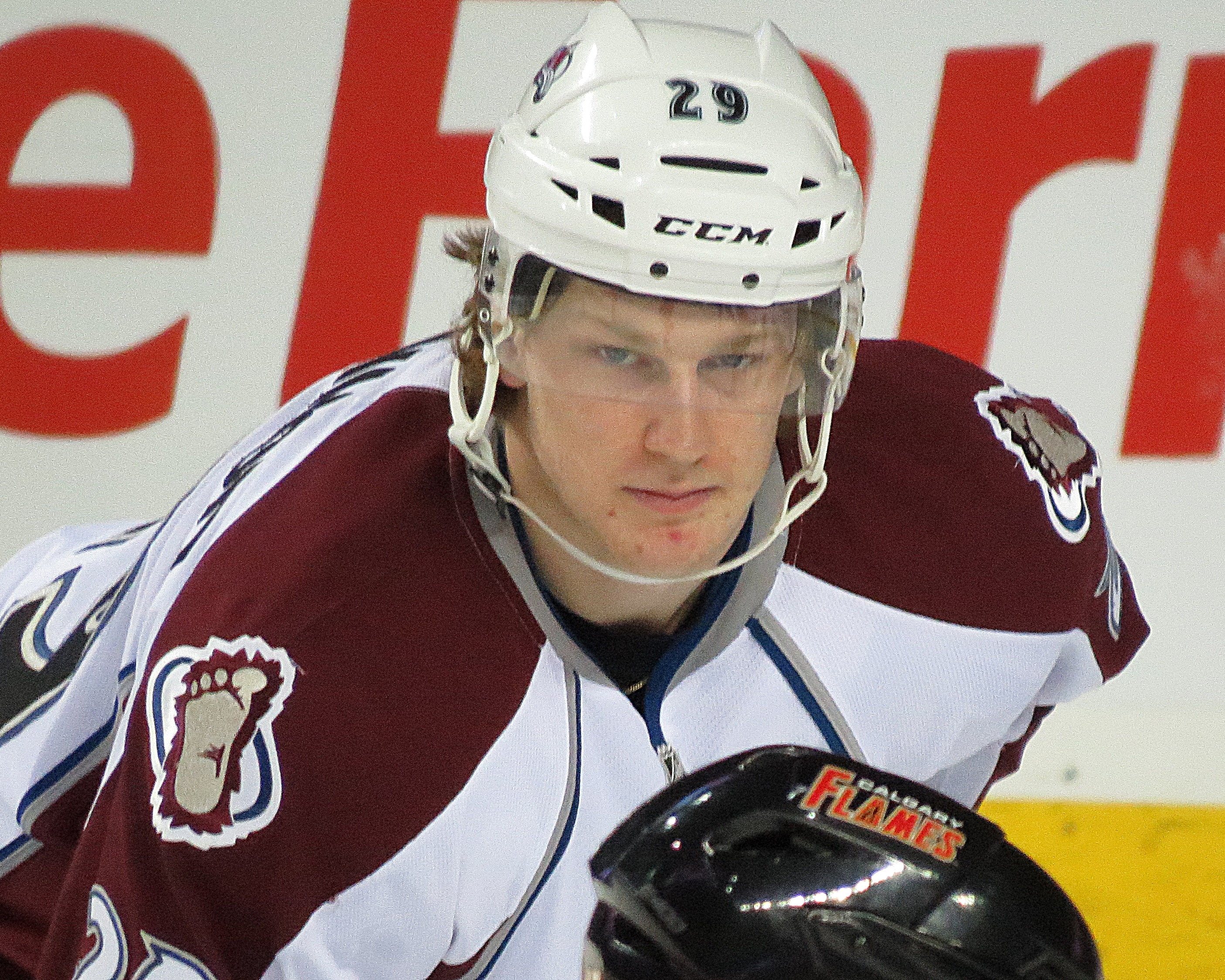
Nathan MacKinnon

Pod vedením Patricka Roy tým dosáhl absolutního obratu. Z jednoho z nejhorších týmů se stal během jedné sezóny třetí nejlepší tým základní části NHL. Ovšem v play-off vypadl nezkušený tým už v prvním kole s Minnesotou Wild 3:4 na zápasy.
Patrick Roy nebyl v týmu pouze hlavním trenérem, ale také prezidentem hokejových operací. A karta na tuto legendu opět vyšla, stejně jako v sezóně 1995/96, kdy do týmu přišel jako brankář. Tým se v sezóně 2013/14 vyznačoval vyrovnanými útoky. Dominovali Duchene, Landeskog, O'Reilly, Stastny a hned ve své první sezóně v NHL také velmi talentovaný Nathan MacKinnon, kterého si jako jedničku draftu 2013 vedení vybralo. Nejstarším z těchto útočníků byl teprve 28letý Stastny. Ostatním je v průměru 20 let. Je na tom vidět, jak talentovaný je coloradský tým. Před sezónou tým posílil staronový útočník Alex Tanguay, který přišel se zkušeným obráncem Cory Sarichem z Calgary Flames výměnou za útočníka Davida Jonese a obránce Shane O'Briena. Během sezóny ještě doplnil útok Maxime Talbot, který přišel z týmu Philadelphia Flyers výměnou za Stevea Downieho.
V obraně se do své obvyklé formy vrátil Erik Johnson a dařilo se opět i Tysonu Barriemu. Patrick Roy k těmto obráncům přivedl již zmíněného Sariche, dále Andrého Benoît, kterému před sezónou skončila smlouva v Ottawě Senators. Smlouvu podepsal také s Nickem Holdenem, kterému ta předchozí skončila v Columbusu Blue Jackets. Smlouvu podepsal také volný Nate Guenin.
Co se brankářů týče, tak základní dvojice zůstala opět stejná jako v předchozích sezónách, ale tentokrát se Semjonu Varlamovovi dařilo o poznání lépe a patřil v mnoha statistikách k nejlepším v lize. Záda mu kryl Jean-Sébastien Giguère. Šanci v jednom utkání opět dostal i Sami Aittokallio. Ve dvou utkáních dostal příležitost také švýcarský brankář Reto Berra, jemuž se však nedařilo. Ten v průběhu sezóny přišel z Calgary Flames, kde působil na pozici druhého brankáře.

## Úspěchy
- Vítěz Stanley Cupu ( 3× )
  - 1995/96, 2000/01, 2021/22
- Vítěz základní části ( 3× )
  - 1996/97, 2000/01, 2020/21
- Vítěz Campbellovy konference (západní konference) ( 3× )
  - 1995/96, 2000/01, 2021/22
- Vítěz pacifické divize ( 3× )
  - 1995/96, 1996/97, 1997/98
- Vítěz severozápadní divize ( 5× )
  - 1998/99, 1999/00, 2000/01, 2001/02, 2002/03
- Vítěz centrální divize ( 1× )
  - 2013/14

## Individuální trofeje
Zdroj: 
| Individuální trofeje             | Rok a hráč                                                                                                |
| -------------------------------- | --- |
| Art Ross Trophy                  | 2002/2003 • Peter Forsberg                                                                                |
| Calder Memorial Trophy           | 1998/1999 • Chris Drury 2011/2012 • Gabriel Landeskog 2013/2014 • Nathan MacKinnon 2019/2020 • Cale Makar |
| Conn Smythe Trophy               | 1995/1996 • Joe Sakic 2000/2001 • Patrick Roy                                                             |
| Roger Crozier Saving Grace Award | nikdo |
| Hart Memorial Trophy             | 2000/2001 • Joe Sakic 2002/2003 • Peter Forsberg 2023/2024 • Nathan MacKinnon                             |
| William M. Jennings Trophy       | 2001/2002 • Patrick Roy                                                                                   |
| King Clancy Memorial Trophy      | 2000/2001 • Shjon Podein                                                                                  |
| Lady Byng Memorial Trophy        | 2000/2001 • Joe Sakic 2019/2020 • Nathan MacKinnon                                                        |
| Bill Masterton Memorial Trophy   | nikdo |
| Mark Messier Leadership Award    | nikdo |
| James Norris Memorial Trophy     | 2021/2022 • Cale Makar 2024/2025 • Cale Makar                                                             |
| Ted Lindsay Award                | 2000/2001 • Joe Sakic 2023/2024 • Nathan MacKinnon                                                        |
| NHL Plus/Minus Award             | 2000/2001 • Joe Sakic 2002/2003 • Peter Forsberg a Milan Hejduk 2019/2020 • Ryan Graves                   |
| Maurice Richard Trophy           | 2002/2003 • Milan Hejduk                                                                                  |
| Frank J. Selke Trophy            | nikdo |
| Vezina Trophy                    | nikdo |
| NHL Foundation Player Award      | nikdo |
| Jack Adams Award                 | nikdo |

## Výběry v draftu
* Více informací obsahuje článek: Seznam hokejistů draftovaných týmem Colorado Avalanche.
- 1995 1. Marc Denis (1. kolo/25.celkově)
- 1996 1. Peter Ratchuk (1. kolo/25.celkově)
- 1997 1. Kevin Grimes (1. kolo/26.celkově)
- 1998 1. Alex Tanguay (1. kolo/12.celkově)
- 1999 1. Michail Kulešov (1. kolo/25.celkově)
- 2000 1. Václav Nedorost (1. kolo/14.celkově)
- 2001 1. Peter Budaj (2. kolo/63.celkově)
- 2002 1. Jonas Johansson (1. kolo/28.celkově)
- 2003 1. David Liffiton (2. kolo/63.celkově)
- 2004 1. Wojtek Wolski (1. kolo/21.celkově)
- 2005 1. Ryan Stoa (2. kolo/34.celkově)
- 2006 1. Chris Stewart (1. kolo/18.celkově)
- 2007 1. Kevin Shattenkirk (1. kolo/14.celkově)
- 2008 1. Cameron Gaunce (2. kolo/50.celkově)
- 2009 1. Matt Duchene (1. kolo/3.celkově)
- 2010 1. Joey Hishon (1. kolo/17.celkově)
- 2011 1. Gabriel Landeskog (1. kolo/2.celkově)
- 2012 1. Mitchell Heard (2. kolo/41.celkově)
- 2013 1. Nathan MacKinnon (1. kolo/1.celkově)
- 2014 1. Conner Bleackley (1. kolo/23.celkově)
- 2015 1. Mikko Rantanen (1. kolo/10.celkově)
- 2016 1. Tyson Jost  (1.kolo/10.celkově)
- 2017 1. Cale Makar (1.kolo/4.celkově)
- 2018 1. Martin Kaut (1.kolo/16.celkově)
- 2019 1. Bowen Byren (1.kolo/4.celkově)
- 2020 1. Justin Barron (1.kolo/25.celkově)
- 2021 1. Oskar Olausson (1.kolo/28.celkově)

## Nejlepší hráči v historii klubu
Zdroj: 
| Hráč               | Poz | Z    | G   | A   | B    | P/Z  |
| Joe Sakic          | C   | 870  | 391 | 624 | 1015 | 1,17 |
| Milan Hejduk       | PK  | 1020 | 375 | 430 | 805  | 0,79 |
| Peter Forsberg     | C   | 544  | 202 | 503 | 705  | 1,30 |
| Paul Stastny       | C   | 538  | 160 | 298 | 458  | 0,85 |
| Alex Tanguay       | LK  | 466  | 141 | 270 | 411  | 0,88 |
| John-Michael Liles | O   | 523  | 68  | 207 | 275  | 0,53 |
| Adam Deadmarsh     | PK  | 405  | 129 | 142 | 271  | 0,67 |
| Matt Duchene       | C   | 337  | 105 | 158 | 263  | 0,78 |
| Valerij Kamenskij  | PK  | 289  | 106 | 155 | 261  | 0,90 |
| Sandis Ozoliņš     | O   | 333  | 72  | 181 | 253  | 0,76 |

| Hráč              | Poz | G   |
| Joe Sakic         | C   | 391 |
| Milan Hejduk      | PK  | 375 |
| Peter Forsberg    | C   | 202 |
| Paul Stastny      | C   | 160 |
| Alex Tanguay      | LK  | 141 |
| Adam Deadmarsh    | PK  | 129 |
| Valerij Kamenskij | PK  | 106 |
| Claude Lemieux    | PK  | 106 |
| Matt Duchene      | C   | 105 |
| Marek Svatoš      | PK  | 96  |

| Hráč               | Poz | A   |
| Joe Sakic          | C   | 624 |
| Peter Forsberg     | C   | 503 |
| Milan Hejduk       | PK  | 430 |
| Paul Stastny       | C   | 298 |
| Alex Tanguay       | LK  | 270 |
| John-Michael Liles | O   | 207 |
| Sandis Ozoliņš     | O   | 181 |
| Adam Foote         | O   | 173 |
| Matt Duchene       | C   | 158 |
| Valerij Kamenskij  | PK  | 155 |

| Hráč           | Poz | TM  |
| Cody McLeod    | LK  | 978 |
| Adam Foote     | O   | 948 |
| Adam Deadmarsh | PK  | 667 |
| Jeff Odgers    | PK  | 634 |
| Ian Laperriere | PK  | 552 |
| Peter Forsberg | C   | 540 |
| Scott Parker   | PK  | 538 |
| Joe Sakic      | C   | 431 |
| Claude Lemieux | PK  | 381 |
| Milan Hejduk   | PK  | 316 |

Tučně: aktivní hráč v týmu 
- stav po sezoně 2013/2014

## Individuální rekordy jednotlivých sezón

### Základní část
- Zdroj zde

| 1990/1991 |
| 1991/1992 |
| 1992/1993 |
| 1993/1994 |
| 1994/1995 |
| 1995/1996 |
| 1996/1997 |
| 1997/1998 |
| 1998/1999 |
| 1999/2000 |
| 2000/2001 |
| 2001/2002 |
| 2002/2003 |
| 2003/2004 |
| 2004/2005 |
| 2005/2006 |
| 2006/2007 |
| 2007/2008 |
| 2008/2009 |
| 2009/2010 |
| 2010/2011 |
| 2011/2012 |
| 2012/2013 |
| 2013/2014 |
| 2014/2015 |
| 2015/2016 |
| 2016/2017 |
| 2017/2018 |
| 2018/2019 |
| 2019/2020 |
| 2020/2021 |
| 2021/2022 |
| 2022/2023 |
| 2023/2024 |
| 2024/2025 |

| Joe Sakic         | 48 |
| Owen Nolan        | 42 |
| Joe Sakic         | 48 |
| Mats Sundin       | 32 |
| Owen Nolan        | 30 |
| Joe Sakic         | 51 |
| Adam Deadmarsh    | 33 |
| Joe Sakic         | 27 |
| Joe Sakic         | 41 |
| Milan Hejduk      | 36 |
| Joe Sakic         | 54 |
| Joe Sakic         | 26 |
| Milan Hejduk      | 50 |
| Milan Hejduk      | 35 |
| stávka            |    |
| Joe Sakic         | 32 |
| Joe Sakic         | 36 |
| Milan Hejduk      | 29 |
| Milan Hejduk      | 27 |
| Chris Stewart     | 28 |
| Matt Duchene      | 27 |
| Gabriel Landeskog | 22 |
| PA Parenteau      | 18 |
| Ryan O'Reilly     | 28 |
| Jarome Iginla     | 29 |
| Matt Duchene      | 30 |
| Mikko Rantanen    | 20 |
| Nathan MacKinnon  | 39 |
| Nathan MacKinnon  | 41 |
| Nathan MacKinnon  | 35 |
| Mikko Rantanen    | 30 |
| Mikko Rantanen    | 36 |
| Mikko Rantanen    | 55 |
| Nathan MacKinnon  | 51 |
| Nathan MacKinnon  | 32 |

| Joe Sakic        | 61 |
| Joe Sakic        | 65 |
| Mats Sundin      | 67 |
| Joe Sakic        | 64 |
| Joe Sakic        | 43 |
| Peter Forsberg   | 86 |
| Peter Forsberg   | 58 |
| Peter Forsberg   | 66 |
| Peter Forsberg   | 67 |
| Joe Sakic        | 53 |
| Joe Sakic        | 64 |
| Joe Sakic        | 53 |
| Peter Forsberg   | 77 |
| Alex Tanguay     | 54 |
| stávka           |    |
| Joe Sakic        | 55 |
| Joe Sakic        | 64 |
| Paul Stastny     | 47 |
| Ryan Smyth       | 33 |
| Paul Stastny     | 59 |
| Matt Duchene     | 40 |
| Ryan O'Reilly    | 37 |
| Matt Duchene     | 26 |
| Matt Duchene     | 47 |
| Tyson Barrie     | 41 |
| Carl Soderberg   | 39 |
| Nathan MacKinnon | 37 |
| Nathan MacKinnon | 58 |
| Nathan MacKinnon | 58 |
| Nathan MacKinnon | 58 |
| Nathan MacKinnon | 45 |
| Nazem Kadri      | 59 |
| Nathan MacKinnon | 69 |
| Nathan MacKinnon | 89 |
| Nathan MacKinnon | 84 |

| Joe Sakic        | 109 |
| Joe Sakic        | 94  |
| Mats Sundin      | 114 |
| Joe Sakic        | 92  |
| Joe Sakic        | 62  |
| Joe Sakic        | 120 |
| Peter Forsberg   | 86  |
| Peter Forsberg   | 91  |
| Peter Forsberg   | 97  |
| Joe Sakic        | 81  |
| Joe Sakic        | 118 |
| Joe Sakic        | 79  |
| Peter Forsberg   | 106 |
| Joe Sakic        | 87  |
| stávka           |     |
| Joe Sakic        | 87  |
| Joe Sakic        | 100 |
| Paul Stastny     | 71  |
| Milan Hejduk     | 59  |
| Paul Stastny     | 79  |
| Matt Duchene     | 67  |
| Ryan O'Reilly    | 55  |
| Matt Duchene     | 43  |
| Matt Duchene     | 70  |
| Jarome Iginla    | 59  |
| Matt Duchene     | 59  |
| Nathan MacKinnon | 53  |
| Nathan MacKinnon | 97  |
| Nathan MacKinnon | 99  |
| Nathan MacKinnon | 93  |
| Mikko Rantanen   | 66  |
| Mikko Rantanen   | 92  |
| Nathan MacKinnon | 111 |
| Nathan MacKinnon | 140 |
| Nathan MacKinnon | 116 |

## Češi a Slováci v Colorado Avalanche
| Sezóna                                                                   | Hráči – Češi                                                  | Hráči – Slováci                   | Soupiska       | Playoffs       |                |                |                |                |                |                |
| 1995/1996                                                                | Josef Marha • Martin Ručinský                                 | nikdo                             | Zde            |                |                |                |                |                |                |                |
| 1996/1997                                                                | Josef Marha                                                   | nikdo                             | Zde            |                |                |                |                |                |                |                |
| 1997/1998                                                                | Josef Marha • Petr Franěk                                     | nikdo                             | Zde            |                |                |                |                |                |                |                |
| 1998/1999                                                                | Milan Hejduk                                                  | nikdo                             | Zde            |                |                |                |                |                |                |                |
| 1999/2000                                                                | Milan Hejduk • Martin Škoula                                  | nikdo                             | Zde            |                |                |                |                |                |                |                |
| 2000/2001                                                                | Stanley Cup - Milan Hejduk • Martin Škoula                    | nikdo                             | Zde            |                |                |                |                |                |                |                |
| 2001/2002                                                                | Milan Hejduk • Martin Škoula • Radim Vrbata • Václav Nedorost | Jaroslav Obšut                    | Zde            |                |                |                |                |                |                |                |
| 2002/2003                                                                | Milan Hejduk • Martin Škoula • Václav Nedorost • Radim Vrbata | nikdo                             | Zde            |                |                |                |                |                |                |                |
| 2003/2004                                                                | Milan Hejduk • Martin Škoula                                  | Marek Svatoš                      | Zde            |                |                |                |                |                |                |                |
| 2004/2005                                                                | Sezóna zrušena                                                | Sezóna zrušena                    | Sezóna zrušena | Sezóna zrušena | Sezóna zrušena | Sezóna zrušena | Sezóna zrušena | Sezóna zrušena | Sezóna zrušena | Sezóna zrušena |
| 2005/2006                                                                | Milan Hejduk                                                  | Marek Svatoš • Peter Budaj        | Zde            |                |                |                |                |                |                |                |
| 2006/2007                                                                | Milan Hejduk                                                  | Marek Svatoš • Peter Budaj        | Zde            | Ne             |                |                |                |                |                |                |
| 2007/2008                                                                | Milan Hejduk • Jaroslav Hlinka                                | Marek Svatoš • Peter Budaj        | Zde            |                |                |                |                |                |                |                |
| 2008/2009                                                                | Milan Hejduk                                                  | Marek Svatoš • Peter Budaj        | Zde            | Ne             |                |                |                |                |                |                |
| 2009/2010                                                                | Milan Hejduk • David Kočí                                     | Marek Svatoš • Peter Budaj        | Zde            |                |                |                |                |                |                |                |
| 2010/2011                                                                | Milan Hejduk • David Kočí • Tomáš Fleischmann                 | Peter Budaj                       | Zde            | Ne             |                |                |                |                |                |                |
| 2011/2012                                                                | Milan Hejduk • Jan Hejda                                      | nikdo                             | Zde            | Ne             |                |                |                |                |                |                |
| 2012/2013                                                                | Milan Hejduk • Jan Hejda • Tomáš Vincour                      | nikdo                             | Zde            | Ne             |                |                |                |                |                |                |
| 2013/2014                                                                | Jan Hejda                                                     | nikdo                             | Zde            |                |                |                |                |                |                |                |
| 2014/2015                                                                | Jan Hejda • Tomáš Vincour                                     | nikdo                             | Zde            | Ne             |                |                |                |                |                |                |
| 2015/2016                                                                | Roman Will                                                    | nikdo                             | Zde            | Ne             |                |                |                |                |                |                |
| 2016/2017                                                                | nikdo                                                         | nikdo                             | Zde            | Ne             |                |                |                |                |                |                |
| 2017/2018                                                                | nikdo                                                         | nikdo                             | Zde            |                |                |                |                |                |                |                |
| 2018/2019                                                                | Pavel Francouz                                                | Marko Daňo                        | Zde            |                |                |                |                |                |                |                |
| 2019/2020                                                                | Pavel Francouz • Martin Kaut                                  | nikdo                             | Zde            |                |                |                |                |                |                |                |
| 2020/2021                                                                | Pavel Francouz • Martin Kaut                                  | nikdo                             | Zde            |                |                |                |                |                |                |                |
| 2021/2022                                                                | Pavel Francouz • Martin Kaut                                  | nikdo                             | Zde            |                |                |                |                |                |                |                |
| 2022/2023                                                                | Pavel Francouz • Lukáš Sedlák (odchod do HC Dynamo Pardubice) | nikdo                             | Zde            |                |                |                |                |                |                |                |
| 2023/2024                                                                | Pavel Francouz • Ondřej Pavel                                 | Tomáš Tatar (16. 12. 2023 odešel) | Zde            |                |                |                |                |                |                |                |
| 2024/2025                                                                | Martin Nečas • Ivan Ivan                                      | nikdo                             | Zde            |                |                |                |                |                |                |                |
| 2025/2026                                                                | Martin Nečas                                                  | nikdo                             | Zde            |                |                |                |                |                |                |                |
| Češi - Zdroj na Eliteprospects.com Slováci - Zdroj na Eliteprospects.com |                                                               |                                   |                |                |                |                |                |                |                |                |

## Umístění v jednotlivých sezonách
| USA / Kanada (1995 – ) |                            |        |                                                                          |                                                                          |                                                                          |                                                                          |                                                                          |                                                                          |                                                                          |                                                                          |                                                                          |                                                                          |                                                                          |                |
| Sezóny                 | Liga                       | Úroveň | Z                                                                        | V                                                                        | VP                                                                       | R                                                                        | PP                                                                       | P                                                                        | VG                                                                       | OG                                                                       | +/-                                                                      | B                                                                        | Pozice                                                                   | Play-off       |
| 1995/96                | NHL (Pacifická divize)     | 1      | 82                                                                       | 47                                                                       | –                                                                        | 10                                                                       | –                                                                        | 25                                                                       | 326                                                                      | 240                                                                      | +86                                                                      | 104                                                                      | 1.                                                                       | Vítěz SC       |
| 1996/97                | NHL (Pacifická divize)     | 1      | 82                                                                       | 49                                                                       | –                                                                        | 9                                                                        | –                                                                        | 24                                                                       | 277                                                                      | 205                                                                      | +72                                                                      | 107                                                                      | 1.                                                                       | Finále ZK      |
| 1997/98                | NHL (Pacifická divize)     | 1      | 82                                                                       | 39                                                                       | –                                                                        | 17                                                                       | –                                                                        | 26                                                                       | 231                                                                      | 205                                                                      | +26                                                                      | 95                                                                       | 1.                                                                       | Čtvrtfinále ZK |
| 1998/99                | NHL (Severozápadní divize) | 1      | 82                                                                       | 44                                                                       | –                                                                        | 10                                                                       | –                                                                        | 28                                                                       | 239                                                                      | 205                                                                      | +34                                                                      | 98                                                                       | 1.                                                                       | Finále ZK      |
| 1999/00                | NHL (Severozápadní divize) | 1      | 82                                                                       | 42                                                                       | –                                                                        | 11                                                                       | 1                                                                        | 28                                                                       | 233                                                                      | 201                                                                      | +32                                                                      | 96                                                                       | 1.                                                                       | Finále ZK      |
| 2000/01                | NHL (Severozápadní divize) | 1      | 82                                                                       | 52                                                                       | –                                                                        | 10                                                                       | 4                                                                        | 16                                                                       | 270                                                                      | 192                                                                      | +78                                                                      | 118                                                                      | 1.                                                                       | Vítěz SC       |
| 2001/02                | NHL (Severozápadní divize) | 1      | 82                                                                       | 45                                                                       | –                                                                        | 8                                                                        | 1                                                                        | 28                                                                       | 212                                                                      | 169                                                                      | +43                                                                      | 99                                                                       | 1.                                                                       | Finále ZK      |
| 2002/03                | NHL (Severozápadní divize) | 1      | 82                                                                       | 42                                                                       | –                                                                        | 13                                                                       | 8                                                                        | 19                                                                       | 251                                                                      | 194                                                                      | +57                                                                      | 105                                                                      | 1.                                                                       | Čtvrtfinále ZK |
| 2003/04                | NHL (Severozápadní divize) | 1      | 82                                                                       | 40                                                                       | –                                                                        | 13                                                                       | 7                                                                        | 22                                                                       | 235                                                                      | 198                                                                      | +37                                                                      | 100                                                                      | 2.                                                                       | Semifinále ZK  |
| 2004/05                | NHL (Severozápadní divize) | 1      | Soutěž byla v této sezóně z důvodu chybějící kolektivní smlouvy zrušena. | Soutěž byla v této sezóně z důvodu chybějící kolektivní smlouvy zrušena. | Soutěž byla v této sezóně z důvodu chybějící kolektivní smlouvy zrušena. | Soutěž byla v této sezóně z důvodu chybějící kolektivní smlouvy zrušena. | Soutěž byla v této sezóně z důvodu chybějící kolektivní smlouvy zrušena. | Soutěž byla v této sezóně z důvodu chybějící kolektivní smlouvy zrušena. | Soutěž byla v této sezóně z důvodu chybějící kolektivní smlouvy zrušena. | Soutěž byla v této sezóně z důvodu chybějící kolektivní smlouvy zrušena. | Soutěž byla v této sezóně z důvodu chybějící kolektivní smlouvy zrušena. | Soutěž byla v této sezóně z důvodu chybějící kolektivní smlouvy zrušena. | Soutěž byla v této sezóně z důvodu chybějící kolektivní smlouvy zrušena. |                |
| 2005/06                | NHL (Severozápadní divize) | 1      | 82                                                                       | 43                                                                       | –                                                                        | –                                                                        | 9                                                                        | 30                                                                       | 283                                                                      | 257                                                                      | +26                                                                      | 95                                                                       | 2.                                                                       | Semifinále ZK  |
| 2006/07                | NHL (Severozápadní divize) | 1      | 82                                                                       | 44                                                                       | –                                                                        | –                                                                        | 7                                                                        | 31                                                                       | 272                                                                      | 251                                                                      | +21                                                                      | 95                                                                       | 4.                                                                       | Ne             |
| 2007/08                | NHL (Severozápadní divize) | 1      | 82                                                                       | 44                                                                       | –                                                                        | –                                                                        | 7                                                                        | 31                                                                       | 231                                                                      | 219                                                                      | +12                                                                      | 95                                                                       | 2.                                                                       | Semifinále ZK  |
| 2008/09                | NHL (Severozápadní divize) | 1      | 82                                                                       | 32                                                                       | –                                                                        | –                                                                        | 5                                                                        | 45                                                                       | 199                                                                      | 257                                                                      | -58                                                                      | 69                                                                       | 5.                                                                       | Ne             |
| 2009/10                | NHL (Severozápadní divize) | 1      | 82                                                                       | 43                                                                       | –                                                                        | –                                                                        | 9                                                                        | 30                                                                       | 244                                                                      | 233                                                                      | +11                                                                      | 95                                                                       | 2.                                                                       | Čtvrtfinále ZK |
| 2010/11                | NHL (Severozápadní divize) | 1      | 82                                                                       | 30                                                                       | –                                                                        | –                                                                        | 8                                                                        | 44                                                                       | 227                                                                      | 288                                                                      | -61                                                                      | 68                                                                       | 4.                                                                       | Ne             |
| 2011/12                | NHL (Severozápadní divize) | 1      | 82                                                                       | 41                                                                       | –                                                                        | –                                                                        | 6                                                                        | 35                                                                       | 208                                                                      | 220                                                                      | -12                                                                      | 88                                                                       | 3.                                                                       | Ne             |
| 2012/13                | NHL (Severozápadní divize) | 1      | 48                                                                       | 16                                                                       | –                                                                        | –                                                                        | 7                                                                        | 25                                                                       | 116                                                                      | 152                                                                      | -36                                                                      | 39                                                                       | 5.                                                                       | Ne             |
| 2013/14                | NHL (Centrální divize)     | 1      | 82                                                                       | 52                                                                       | –                                                                        | –                                                                        | 8                                                                        | 22                                                                       | 250                                                                      | 220                                                                      | +30                                                                      | 112                                                                      | 1.                                                                       | Čtvrtfinále ZK |
| 2014/15                | NHL (Centrální divize)     | 1      | 82                                                                       | 39                                                                       | –                                                                        | –                                                                        | 12                                                                       | 31                                                                       | 219                                                                      | 227                                                                      | -8                                                                       | 90                                                                       | 7.                                                                       | Ne             |
| 2015/16                | NHL (Centrální divize)     | 1      | 82                                                                       | 39                                                                       | –                                                                        | –                                                                        | 4                                                                        | 39                                                                       | 216                                                                      | 240                                                                      | -24                                                                      | 82                                                                       | 6.                                                                       | Ne             |
| 2016/17                | NHL (Centrální divize)     | 1      | 82                                                                       | 14                                                                       | 8                                                                        | –                                                                        | 4                                                                        | 56                                                                       | 166                                                                      | 278                                                                      | -122                                                                     | 48                                                                       | 7.                                                                       | Ne             |
| 2017/18                | NHL (Centrální divize)     | 1      | 82                                                                       | 35                                                                       | 8                                                                        | –                                                                        | 9                                                                        | 30                                                                       | 257                                                                      | 237                                                                      | +20                                                                      | 95                                                                       | 4.                                                                       | Čtvrtfinále ZK |
| 2018/19                | NHL (Centrální divize)     | 1      | 82                                                                       | 33                                                                       | 5                                                                        | –                                                                        | 14                                                                       | 30                                                                       | 260                                                                      | 246                                                                      | +14                                                                      | 90                                                                       | 5.                                                                       | Semifinále ZK  |
| 2019/20                | NHL (Centrální divize)     | 1      | 82                                                                       |                                                                          |                                                                          |                                                                          |                                                                          |                                                                          |                                                                          |                                                                          |                                                                          |                                                                          |                                                                          | Semifinále ZK  |
| 2020/21                | NHL (Západní divize)       | 1      | 56                                                                       | 35                                                                       | 4                                                                        | –                                                                        | 4                                                                        | 13                                                                       | 197                                                                      | 133                                                                      | +64                                                                      | 82                                                                       | 1.                                                                       | Semifinále ZK  |
| 2021/22                | NHL (Centrální divize)     | 1      | 82                                                                       | 46                                                                       | 10                                                                       | –                                                                        | 7                                                                        | 19                                                                       | 312                                                                      | 234                                                                      | +78                                                                      | 119                                                                      | 1.                                                                       | Vítěz SC       |
| 2022/23                | NHL (Centrální divize)     | 1      | 82                                                                       | 36                                                                       | 15                                                                       | –                                                                        | 17                                                                       | 24                                                                       | 280                                                                      | 226                                                                      | +54                                                                      | 109                                                                      | 1.                                                                       | Čtvrtfinále ZK |
| 2023/24                | NHL (Centrální divize)     | 1      | 82                                                                       | 42                                                                       | 8                                                                        | –                                                                        | 7                                                                        | 25                                                                       | 304                                                                      | 254                                                                      | +50                                                                      | 107                                                                      | 3.                                                                       | Semifinále ZK  |
| 2024/25                | NHL (Centrální divize)     |        |                                                                          |                                                                          |                                                                          |                                                                          |                                                                          |                                                                          |                                                                          |                                                                          |                                                                          |                                                                          |                                                                          | Čtvrtfinále ZK |
| Zdroj na NHL.com       |                            |        |                                                                          |                                                                          |                                                                          |                                                                          |                                                                          |                                                                          |                                                                          |                                                                          |                                                                          |                                                                          |                                                                          |                |

### Přehled kapitánů a trenérů v jednotlivých sezónách
| Sezóna    | Kapitán        | Hlavní trenér    |
| --------- | -------------- | ---------------- |
| 1995/1996 | Joe Sakic      | Marc Crawford    |
| 1996/1997 | Joe Sakic      | Marc Crawford    |
| 1997/1998 | Joe Sakic      | Marc Crawford    |
| 1998/1999 | Joe Sakic      | Bob Hartley      |
| 1999/2000 | Joe Sakic      | Bob Hartley      |
| 2000/2001 | Joe Sakic      | Bob Hartley      |
| 2001/2002 | Joe Sakic      | Bob Hartley      |
| 2002/2003 | Joe Sakic      | Tony Granato     |
| 2003/2004 | Joe Sakic      | Tony Granato     |
| 2004/2005 | Sezóna zrušena | Sezóna zrušena   |
| 2005/2006 | Joe Sakic      | Joel Quenneville |
| 2006/2007 | Joe Sakic      | Joel Quenneville |
| 2007/2008 | Joe Sakic      | Joel Quenneville |
| 2008/2009 | Joe Sakic      | Tony Granato     |
| 2009/2010 | Adam Foote     | Joe Sacco        |
| 2010/2011 | Adam Foote     | Joe Sacco        |

| Sezóna    | Kapitán           | Hlavní trenér |
| --------- | ----------------- | ------------- |
| 2011/2012 | Milan Hejduk      | Joe Sacco     |
| 2012/2013 | Gabriel Landeskog | Joe Sacco     |
| 2013/2014 | Gabriel Landeskog | Patrick Roy   |
| 2014/2015 | Gabriel Landeskog | Patrick Roy   |
| 2015/2016 | Gabriel Landeskog | Patrick Roy   |
| 2016/2017 | Gabriel Landeskog | Jared Bednar  |
| 2017/2018 | Gabriel Landeskog | Jared Bednar  |
| 2018/2019 | Gabriel Landeskog | Jared Bednar  |
| 2019/2020 | Gabriel Landeskog | Jared Bednar  |
| 2020/2021 | Gabriel Landeskog | Jared Bednar  |
| 2021/2022 | Gabriel Landeskog | Jared Bednar  |
| 2022/2023 | Gabriel Landeskog | Jared Bednar  |
| 2023/2024 | Gabriel Landeskog | Jared Bednar  |
| 2024/2025 | Gabriel Landeskog | Jared Bednar  |